# Gira LKXA
Gira LKXA fue una serie de conciertos patrocinado por el banco La Caixa para promover su tarjeta de crédito. Los protagonistas de la Gira fueron La Oreja de Van Gogh, Dover y Coti. Esta fue la última gira que Amaia Montero realizó con La Oreja de Van Gogh. Se sabe que todo el concierto de Bilbao fue grabado aunque solo ha sido filtrado el set de Dover.

## Setlist
Coti
1. Mi espacio
2. Antes que ver el sol
3. Inmigrate/sweet home
4. Las horas
5. Igual que hayer
6. Diamante
7. Atontado
8. El baúl
9. Mis planes
10. La burbuja
11. Nada de esto fue un error
12. Otra vez
13. Canción del adiós

Dover
1. Tonight
2. Denial
3. Loli Jackson 07
4. Flashback 07
5. Salvation
6. Cherry Lee 07
7. DJ Push it
8. Keep on moving
9. Madrid
10. King George 07
11. Do Ya
12. Devil Came To me 07
13. Let me Out

La Oreja de Van Gogh
1. Intro
2. A diez centímetros de ti
3. Soledad
4. En mi lado del sofá
5. La Playa
6. Coronel
7. Muñeca de trapo
8. Dulce locura
9. El 28
10. Cuídate
11. Pop
12. Perdida
13. 20 de enero
14. Geografía
15. Vestido azul
16. París
17. Deseos de cosas imposibles
18. Rosas
19. Puedes contar conmigo

## Fechas
| España             |                        |                  |
| Fecha              | Ciudad                 | Estadio          |
| 3 de mayo de 2007  | Santiago de Compostela | Multiusos        |
| 5 de mayo de 2007  | Bilbao                 | BEC              |
| 10 de mayo de 2007 | Madrid                 | Arena Madrid     |
| 11 de mayo de 2007 | Málaga                 | Auditorio        |
| 17 de mayo de 2007 | Zaragoza               | Plaza de Toros   |
| 2 de junio de 2007 | Valencia               | Plaza de Toros   |
| 5 de junio de 2007 | Barcelona              | Palau Sant Jordi |